# Qullasuyu
Qullasuyu (czasem Collasuyu lub Qulla Suyu) – południowo-wschodni region Imperium Inków, największa ze wszystkich prowincji. Obszar obejmował dzisiejsze północne części Chile, północno-zachodnie Argentyny, oraz zachodnią część Boliwii. Jego nazwa wywodzi się od ludu Qulla (lub Kolla), którego królestwo istniało na tamtym terenie do inkaskiego podboju, około 1463 roku. 
Qullasuyu dostarczało reszcie Imperium metali i barwników. Mieszkańcy prowincji mieli według jezuity Bernabé'a Cobo słynąć z formowania kamiennymi łupkami głów swoich dzieci, tak by osiągnęły spiczasty i wydłużony kształt.
W czasie uwięzienia Atahualpy przez Hiszpanów i związanych z tym walk o władzę, mieszkańcy Qullasuyu przyjęli postawę wyczekującą, prawdopodobnie po to by negocjować ze zwycięzcą warunki pozostania w Imperium Inków.